# 千手寺 (庄原市)
千手寺（せんじゅじ）は、広島県庄原市（旧比婆郡東城町）にある曹洞宗の寺院。山号は花谷山。峰号は吉祥峰。本尊は千手観音。

## 歴史
この寺は、天平年間（729年 - 749年）に創建されたと伝えられる。その後、貞治年間（1362年 - 1368年）宮満重の開基、道済の開山によって中興されて臨済宗の寺院となった。永禄年間（1558年 - 1570年）佐波広忠によって復興されて曹洞宗の寺院となり現在の山号となった。

## 文化財

### 県指定文化財
- 絹本著色仏涅槃図

## 所在地
広島県庄原市東城町川東123